# Heteropodinae

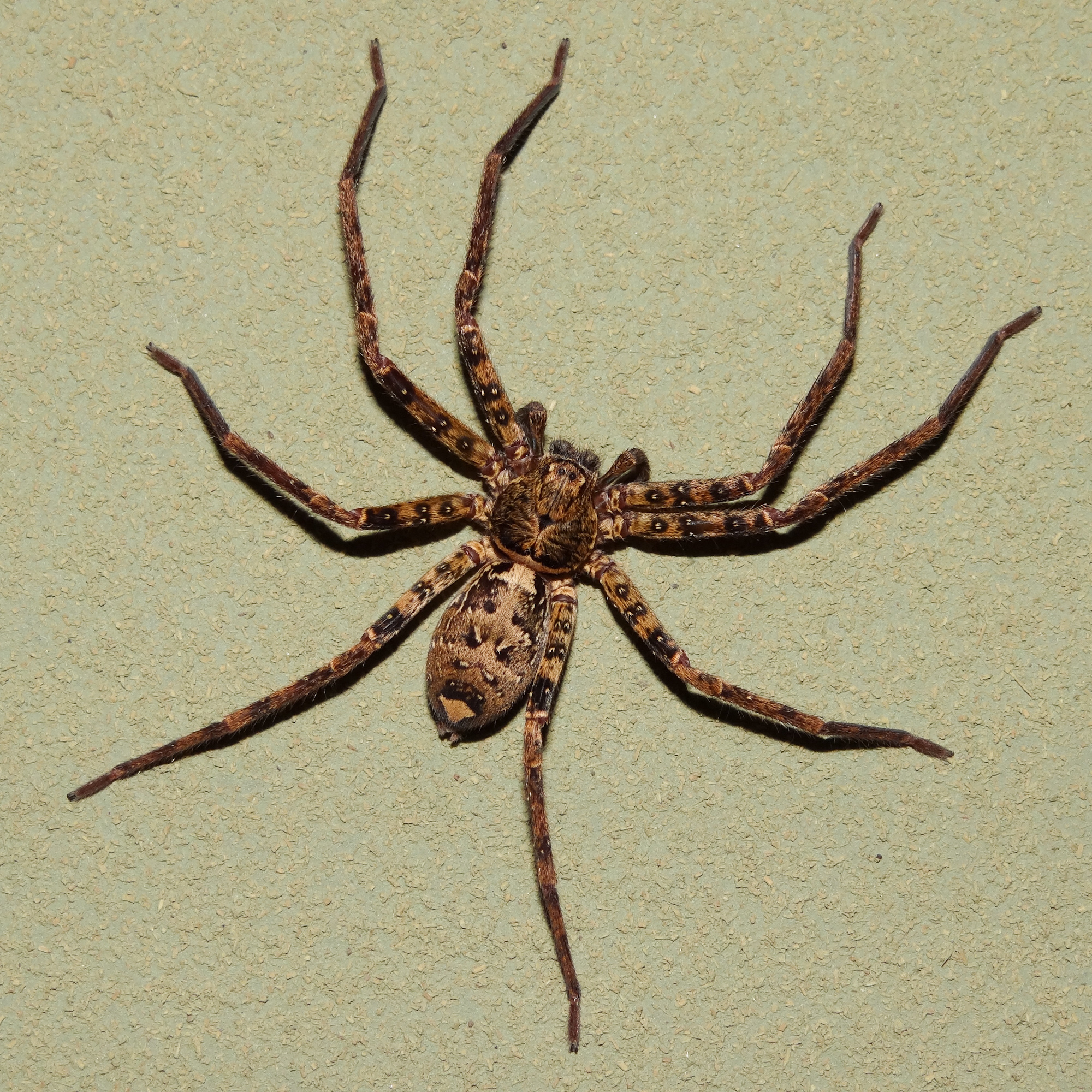
Sinopoda forcipata

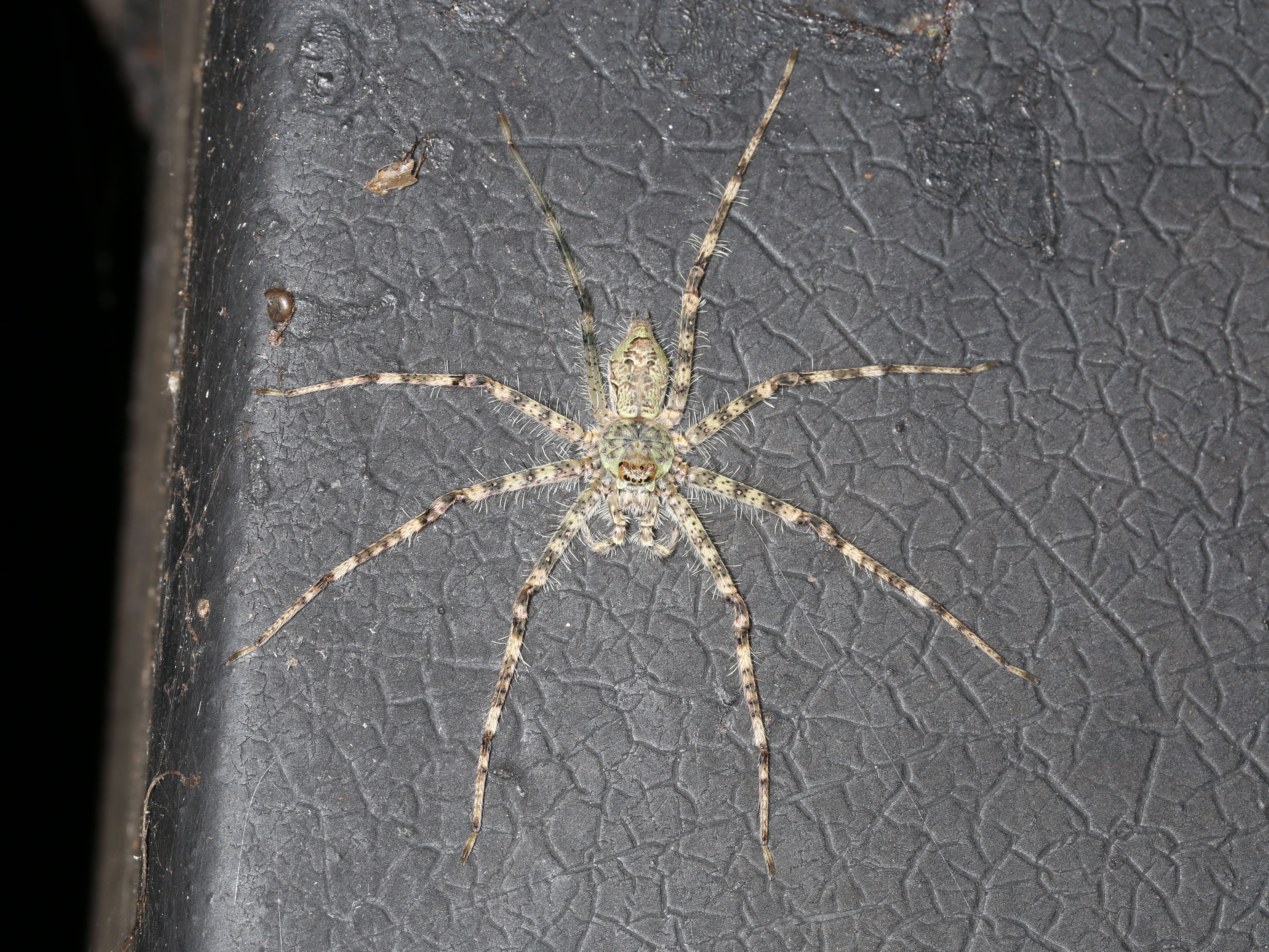
Pandercetes gracilis

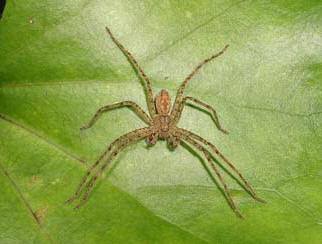
Samiec Pseudopoda spirembolus

Heteropodinae – podrodzina pająków z infrarzędu Araneomorphae i rodziny spachaczowatych.

## Morfologia i zasięg
Pająki te mają na prosomie ośmioro oczu rozmieszczonych w dwóch rzędach. W widoku grzbietowym oczy pary przednio-środkowej leżą bardziej z przodu niż pary przednio-bocznej, a oczy pary tylno-środkowej bardziej z przodu niż oczy pary tylno-bocznej. Oczy par bocznych mają większe rozmiary niż par środkowych w danym szeregu. Szczękoczułki mają trzy zęby na przedniej krawędzi bruzdy i od czterech do sześciu zębów na jej krawędzi tylnej. Charakterystyczna dla podrodziny jest obecność między tymi krawędziami dodatkowych mniejszych ząbków intermarginalnych, w większości zgrupowanych w łatce położonej w pobliżu ząbków krawędzi przedniej. Nogogłaszczki samic Heteropodinae odznaczają się obecnością na pazurkach od trzech do dziewięciu długich i zakrzywionych zębów. U samców nogołaszczkich pozbawione są pazurków, odznaczają się natomiast wykształconymi brzuszną apofizą goleniową i gałęzią brzuszną rterolateralnej apofizy goleniowej. Odnóża pierwszej i drugiej pary mają nadstopia z dwoma kolcami bocznymi – po jednym na każdym boku. Wszystkie nadstopia mają po grzbietowej stronie części odsiebnej błonę trójpłatową o dobrze wykształconych wyrostkach bocznych i haczyku środkowym, co stanowi synapomorfię podrodziny.
Przedstawiciele Heteropodinae występują w krainach neotropikalnej, etiopskiej, madagaskarskiej, orientalnej i australijskiej, największą różnorodność osiągając w Australazji.

## Taksonomia
Takson rangi rodzinowej od rodzaju Heteropoda jako pierwszy utworzył w 1873 roku Tamerlan Thorell. W 1897 roku Eugène Simon sklasyfikował spachaczowate jako podrodzinę aksamitnikowatych i podzielił je na siedem grup, w tym Heteropodeae. Spachaczowate do rangi rodziny, a Heteropodinae do rangi podrodziny wyniósł w latach 1912–1914 Toivo Henrik Järvi. Jako jedna z ośmiu podrodzin spachaczowatych, Heteropodinae wyróżniona została w Systema Aranearum Aleksandra Pietrunkiewicza z 1928 roku. W 1998 roku Peter Jäger zaproponował synapomorfie podrodziny. Monofiletyzm Heteropodinae wsparły molekularne analizy filogenetyczne Majida Moradmanda, Axela L. Schönhofera i Petera Jägera z 2014 roku oraz Warda C. Wheelera i innych z 2017 roku.
Do podrodziny tej zalicza się 20 rodzajów:
- Anaptomecus Simon, 1903
- Barylestis Simon, 1909
- Berlandia Lessert, 1921
- Bhutaniella Jäger, 2000
- Borniella Grall & Jäger, 2022
- Guadana Rheims, 2010
- Heteropoda Latreille, 1804
- Martensikara Jäger, 2021
- Martensopoda Jäger, 2006
- Menarik Grall & Jäger, 2022
- Micropoda Grall & Jäger, 2022
- Pandercetes L. Koch, 1875
- Platnickopoda Jäger, 2020
- Pseudopoda Jäger, 2000
- Sinopoda Jäger, 1999
- Sparianthina Banks, 1929
- Spariolenus Simon, 1880
- Thunberga Jäger, 2020
- Tiomaniella Grall & Jäger, 2022
- Yiinthi Davies, 1994

Moradmand i inni na podstawie molekularnej analizy filogenetycznej zaliczyli w 2014 roku do Heteropodinae także rodzaj  Caayguara, jednak Cristina Rheims podała ten krok w wątpliwość ze względu na cechy morfologiczne. Elena Grall i Peter Jäger w publikacji 2022 roku również nie zaliczyli Caayguara do Heteropodinae.
Według wyników molekularnej analizy filogenetycznej Moradmand i innych z 2014 roku Heteropodinae zajmują pozycję bazalną względem kladu obejmującego pozostałe podrodziny spachaczowatych z wyjątkiem Sparianthinae.